# Yarij
Yarij, en la mitología cananea, Yarjibol en fenicio, y a veces encontrado escrito como Jarich, Jerah, Jarah o Jorah (en hebreo, ירח), es un dios lunar, cuyos epítetos son "iluminador de los cielos", "iluminador de las miríadas de estrellas", o "señor de la hoz". El último epíteto puede provenir de la apariencia de la luna creciente.
Yarij era reconocido como el que causaba el rocío nocturno y, por medio de su humedad, originaba que florecieran y crecieran los huertos de árboles frutales en el desierto. 
Para poder casarse con la que finalmente sería su esposa, la diosa Nikkal, debió de hacer grandes esfuerzos para convencer a su padre, el dios del verano Jirjibi, ofreciéndole una generosa dote compuesta por un millar de piezas de plata, diez mil piezas de oro y collares de lapislázuli. Su matrimonio es descrito líricamente en el texto ugarítico "Nikkal y las Kathirat".  Las Kathirat o diosas de las habilidades del matrimonio y el parto, llegaron a supervisar el nacimiento del hijo de ambos.
La ciudad de Jericó lleva su nombre. Como dios ugarítico, representa al dios Sin mesopotámico.